# Garangan
Garangan is een bestuurslaag in het regentschap Boyolali van de provincie Midden-Java, Indonesië. Garangan telt 2944 inwoners (volkstelling 2010).